# Southport (North Carolina)
Southport is een plaats (city) in de Amerikaanse staat North Carolina, en valt bestuurlijk gezien onder Brunswick County.

## Demografie
Bij de volkstelling in 2000 werd het aantal inwoners vastgesteld op 2351.
In 2006 is het aantal inwoners door het United States Census Bureau geschat op 2893, een stijging van 542 (23.1%).

## Geografie
Volgens het United States Census Bureau beslaat de plaats een oppervlakte van
5,8 km², waarvan 5,7 km² land en 0,1 km² water. Southport ligt op ongeveer 4 m boven zeeniveau.

## Plaatsen in de nabije omgeving
De onderstaande figuur toont nabijgelegen plaatsen in een straal van 16 km rond Southport.

## Geboren in Southport
Robert Ruark, schrijver